# 爱尔兰人
爱尔兰人，狭义上指爱尔兰共和国的公民，广义上来讲是自古居住在爱尔兰岛上的人们。广义的爱尔兰人属于地中海人种（凯尔特人），爱尔兰岛分为两部分，南部是爱尔兰共和国，北部是北爱尔兰，由英国统治。但无论南北，都属于广义的爱尔兰人。
爱尔兰人（Irish: Muintir na hÉireann or na hÉireannaigh; Ulster-Scots: Airisch or Airish fowk）是欧洲西北部的爱尔兰岛的一个种族。爱尔兰岛有人居住的历史达9000年（根据考古学研究，详见史前爱尔兰）。
关于爱尔兰人的祖先，传说中他们是 Nemedians族、佛摩尔族、伯克族、 Tuatha Dé Danann族和米利都人中一族的后人。一本爱尔兰神学书Lebor Gabála Érenn说Tuatha Dé Dananns是Scythian 人的后代。
与爱尔兰主族的相互影响的有皮克特人、苏格兰人和维京人。归功于这中影响，冰岛人也以有爱尔兰血统而著称。